# 5359 Маркзахаров
5359 Маркзахаров (5359 Markzakharov) — астероїд головного поясу, відкритий 24 серпня 1974 року.
Тіссеранів параметр щодо Юпітера — 3,538.